# Chiron Corporation
Die Chiron Corporation war ein international aufgestelltes US-amerikanisches Biotechnologieunternehmen mit Sitz in Emeryville in Kalifornien, das am 20. April 2006 von Novartis übernommen wurde.
Die Chiron Corporation wurde 1981 durch William J. Rutter, Edward Penhoet und Pablo Valenzuela gegründet und 1983 an die Börse gebracht. Den ersten Gewinn konnte das Unternehmen 1990 vorweisen. Im Jahr 1991 wurde die Cetus Corporation für 660 Millionen US-Dollar übernommen. Dies stellte die bis dahin größte Akquisition  eines Biotechnologieunternehmens dar. Die Cetus Corp. hatte Aldesleukin (Interleukin-2, Proleukin®) entwickelt, das 1992 von der Food and Drug Administration (FDA) die Marktzulassung für die Behandlung von metastasierendem Nierenkrebs, und 1998 zur Behandlung des metastasierenden Melanoms bekam. Chiron erwarb 1995 die Iolab-Division von Johnson & Johnson sowie die Viagene Inc. aus San Diego, 1996 die Impfsparte der Behringwerke.
Im Jahr 1997 verkaufte Chiron sein Geschäft mit Ophthalmika an Bausch & Lomb, 1998 die Division Chiron Diagnostics an die Bayer AG. Im Jahr 1994 kam es zur Zusammenarbeit der schweizerischen Ciba-Geigy, die 49,9 Prozent der Aktien übernahm. Mit dem Zusammenschluss von Ciba und Sandoz zu Novartis 1996 sank deren Anteil an der Chiron Corporation auf 44 Prozent. Ende 2005 kündigte Novartis an, Chiron für 48 US-Dollar pro Aktie zu übernehmen. Insgesamt kostete die Übernahme 5,1 Milliarden Dollar.